# Ganbare Dōki-chan
Ganbare Dōki-chan (Nhật: がんばれ同期ちゃん) là một tuyển tập tranh minh họa tiếng Nhật của Yomu. Bộ manga doujinshi bắt đầu đăng dài kì trực tuyến thông qua tài khoản Twitter của Yomu vào tháng 9 năm 2019. Tính đến tháng 12 năm 2023, đã có mười ba tập được phát hành. Một bản chuyển thể ONA của AtelierPontdarc được công chiếu vào tháng 9 năm 2021. Tại Việt Nam, Muse Communication đã mua bản quyền và phát sóng dưới nhan đề Cố lên, Douki-chan!

## Tóm tắt
Câu chuyện kể về Dōki-chan, một nữ văn phòng làm việc với Dōki-kun. Dōki-kun không hề hay biết Dōki-chan thích anh. Khi Douki-chan đấu tranh để thổ lộ tình cảm của mình thì bị các đối thủ của cô bao gồm cả Kōhai và Senpai, tiếp tục tranh giành tình cảm của anh.

## Nhân vật
Các nhân vật đều không rõ họ tên. Những danh từ ám chỉ đều là dựa theo mối quan hệ giữa các nhân vật phụ với nhân vật chính, gồm Dōki (同期 (đồng kỳ) n.đ. '"đồng khoá", vào công ty cùng đợt tuyển dụng'), Kōhai (後輩 (hậu bối) n.đ. '"hậu bối", đàn em vào công ty sau'), Senpai (先輩 (tiên bối) n.đ. '"tiền bối", đàn anh/chị vào công ty trước')
Dōki-chan (同期ちゃん)
Lồng tiếng bởi: Hieda Nene
Một nữ nhân viên văn phòng tại một công ty có trụ sở tại Tokyo. Cô ấy rất nghiêm túc, luôn làm tốt công việc của mình và là một nhân viên triển vọng đầy hứa hẹn trong công ty. Tuy nhiên cô ấy còn thiếu kinh nghiệm trong chuyện tình cảm và không chắc chắn về cách tiếp cận người đàn ông mà cô ấy có cảm tình.
Kōhai-chan (後輩ちゃん)
Lồng tiếng bởi: Uesaka Sumire
Một cô gái với sự rung cảm nhẹ nhàng và luôn mỉm cười. Cô là đàn em cùng bộ phận với các đồng nghiệp. Cô ấy có một thứ gì đó to lớn và mạnh mẽ thu hút đàn ông, và nhiều nhân viên nam đang theo đuổi cô ấy.
Senpai-san (先輩さん)
Lồng tiếng bởi: Seto Asami
Một người phụ nữ với khí chất phụ nữ trưởng thành. Cô ấy là đàn chị của Douki-kun ở trường đại học và hiện đang là nhân viên của một đối tác kinh doanh. Cô ấy thuộc tuýp người có tinh thần tự do và thích uống rượu.
Dōki-kun (同期くん)
Lồng tiếng bởi: Enoki Junya
Nam nhân viên đồng khoá với Dōki-chan, người mà cả 3 người phụ nữ đều thích.

## Truyền thông

### Danh sách các tập truyện
| #  | Ngày phát hành            | ISBN |
| -- | ------------------------- | ---- |
| 1  | ngày 1 tháng 5 năm 2020   | —    |
| 2  | ngày 14 tháng 8 năm 2020  | —    |
| 3  | ngày 30 tháng 12 năm 2020 | —    |
| 4  | ngày 1 tháng 5 năm 2021   | —    |
| 5  | ngày 14 tháng 8 năm 2021  | —    |
| 6  | ngày 30 tháng 12 năm 2021 | —    |
| 7  | ngày 13 tháng 8 năm 2022  | —    |
| 8  | ngày 30 tháng 12 năm 2022 | —    |
| 9  | ngày 3 tháng 5 năm 2023   | —    |
| 10 | ngày 12 tháng 8 năm 2023  | —    |
| 11 | ngày 30 tháng 12 năm 2023 | —    |

### ONA
Một bản chuyển thể ONA  đã được công bố vào ngày 14 tháng 8 năm 2021. Bộ anime được sản xuất bởi AtelierPontdarc và đạo diễn bởi Koga Kazuomi, Nakamura Yoshiko viết kịch bản cho bộ truyện, Morikawa Yuki thiết kế nhân vật và Naya Ryōsuke làm đạo diễn âm thanh. Bộ anime ra mắt trên dịch vụ Abema vào ngày 20 tháng 9 năm 2021. Crunchyroll đã cấp phép cho bộ phim phát sóng bên ngoài Châu Á. Muse Communication đã cấp phép cho loạt phim này phát sóng ở Nam Á và Đông Nam Á.

#### Danh sách các tập ONA
| TT. | Tiêu đề | Ngày phát sóng gốc   |
| --- | --- | -------------------- |
| 1   | "Shutchō Saki no Hotel no Techigai de, Aibeya ni Natte Shimatta Kaisha no Dōki" (tiếng Nhật: 出張先のホテルの手違いで、相部屋になってしまった会社の同期) | 20 tháng 9 năm 2021  |
| 2   | "Elevator ni Issho ni Nottara, Tojikomerarete Shimatta Kaisha no Dōki" (tiếng Nhật: エレベーターに一緒に乗ったら、閉じ込められてしまった会社の同期)      | 27 tháng 9 năm 2021  |
| 3   | "Valentine Day ni, Shokuba de Choko o Watasu Kaisha no Kōhai" (tiếng Nhật: バレンタインデーに、職場でチョコを渡す会社の後輩)                             | 4 tháng 10 năm 2021  |
| 4   | "Wasuremono o Tori ni Modotta Kaisha no Dōki" (tiếng Nhật: 忘れ物を取りに戻った会社の同期)                                                               | 11 tháng 10 năm 2021 |
| 5   | "White day ni Kitai Shiteita Kaisha no Dōki..." (tiếng Nhật: ホワイトデーに期待していた会社の同期...)                                                    | 18 tháng 10 năm 2021 |
| 6   | "Hazukashii Jidori Shashin o Okurarete Shimatta Kaisha no Dōki" (tiếng Nhật: 恥ずかしい自撮り写真を送られてしまった会社の同期)                           | 25 tháng 10 năm 2021 |
| 7   | "Shōbu Shitagi de Kyō ni Kakeru Kaisha no Dōki" (tiếng Nhật: 勝負下着で今日に懸ける会社の同期)                                                           | 1 tháng 11 năm 2021  |
| 8   | "Gekitotsu!! Kaisha no Kōhai Bāsasu Torihikisaki no Senpai" (tiếng Nhật: 激突!!会社の後輩vs取引先の先輩)                                                 | 8 tháng 11 năm 2021  |
| 9   | "Nani mo Shirazu ni Neteiru Kaisha no Dōki" (tiếng Nhật: 何も知らずに寝ている会社の同期)                                                                 | 15 tháng 11 năm 2021 |
| 10  | "Pūru Dēto to Ukareru Kaisha no Dōki" (tiếng Nhật: プールデートと浮かれる会社の同期)                                                                     | 22 tháng 11 năm 2021 |
| 11  | "Tsui ni Minoru!! Yokatta ne, Dōki-chan" (tiếng Nhật: ついに実る!!よかったね、同期ちゃん)                                                                | 29 tháng 11 năm 2021 |
| 12  | "Sō Iu Toko da zo, Dōki-kun" (tiếng Nhật: そういうとこだぞ、同期くん)                                                                                    | 6 tháng 12 năm 2021  |